# Androphobus viridis
L'uccello frustino papua (Androphobus viridis (Rothschild & Hartert, 1911)) è un uccello passeriforme della famiglia degli Psophodidae, unico membro del genere Androphobus Hartert & Paludan, 1934.

## Etimologia
Il nome scientifico del genere, Androphobus, deriva dall'unione delle parole greche ανδρος (andros, "uomo") e φοβος (phobos, "paura"), col significato di "che ha paura dell'uomo", soprattutto in antitesi con Androphilus, nome obsoleto e di significato inverso di un genere obsoleto di Cettiidae (coi quali la specie era ritenuta in passato strettamente imparentata): il nome della specie, viridis, deriva dal latino e significa "verde", in riferimento alla livrea di questi uccelli.

## Descrizione

### Dimensioni
Misura 16,5 cm di lunghezza.

### Aspetto
Si tratta di uccelletti dall'aspetto di tordi in miniatura, dall'aspetto robusto e arrotondato con testa arrotondata che sembra direttamente incassata nel tronco, becco sottile e di forma allungata, ali arrotondate, zampe forti e allungate e coda lunga e dall'estremità squadrata. Sul vertice è presente un ciuffo di penne erettili, che a riposo non è però visibile.
Il piumaggio presenta dimorfismo sessuale: nei maschi fronte, area attorno al becco, guance, gola e parte superiore del petto sono di colore bruno-nerastro, mentre il ventre è grigio cenere con sfumature cannella. Il resto del corpo è di color verde-oliva, più chiaro su collo e fianchi e più scuro su ali e coda, dove sfuma nel nerastro. Dai ciascun lato del becco parte un mustacchio bianco che proseguendo in obliquo verso il basso raggiunge l'area laterale della testa.

Nelle femmine tale mustacchio è del tutto assente, ed anche il nero facciale e pettorale manca, facendo posto a un'estensione del grigio ventrale su petto e gola.
In ambedue i sessi le zampe ed il becco sono di colore nerastro, mentre gli occhi sono di color bruno scuro.

## Biologia
Si tratta di uccelli dalle abitudini di vita quasi del tutto sconosciute: essi mostrano costumi diurni, solitari e principalmente terricoli, spostandosi al suolo o fra i rami bassi, spiccando raramente il volo. Il loro richiamo ricorda il verso di un cane che guaisce.

### Alimentazione
L'uccello frustino papua è largamente insettivoro, ma non si conosce con esattezza la composizione della sua dieta.

### Riproduzione
Mancano informazioni riguardo alle abitudini riproduttive di questi animali, le quali tuttavia verosimilmente non differiscono in maniera significativa da quelle degli affini becchi a cuneo.

## Distribuzione e habitat
L'uccello frustino papua è endemico della Nuova Guinea, della quale popola la porzione centro-occidentale dell'asse montuoso centrale dell'isola (monti Maoke e monti Bismarck fino agli altipiani del sud).
L'habitat di questi uccelli è rapprestato dalla foresta pluviale montana e nebulosa fra i 1400 ed i 2800 m di quota.